# Gmina Dropull i Poshtëm
Gmina Dropull i Poshtëm (alb. Komuna Dropull i Poshtëm) – gmina miejska położona w południowej części Albanii. Administracyjnie należy do okręgu Gjirokastra w obwodzie Gjirokastra. W 2011 roku populacja gminy wynosiła 2100 osób w tym 1056 kobiet oraz 1044 mężczyzn, z czego Albańczycy stanowili 2,33%, a Grecy 94,52% mieszkańców. 
W skład gminy wchodzi szesnaście miejscowości: Derviçan, Goranxi, Vanister, Haskovë, Dhuvjan, Sofratikë, Terihat, Goricë, Frashtan, Lugar, Grapsh, Glinë, Peshkëpi e Sipëme, Peshkëpi e Poshtme, Vrahogoranxi, Radë.